# Spaelotis solida
Spaelotis solida là một loài bướm đêm trong họ Noctuidae.